# Цудзи, Нодзоми
Нодзо́ми Цу́дзи (яп. 辻 希美; 17 июня 1987, Токио, Япония) — японская певица.

## Биография
Нодзоми Цудзи родилась 17 июня 1987 года в Токио (Япония). У Нодзоми есть старшая и младшая сёстры.
Нодзоми начала свою музыкальную карьеру в 2000 году, став участницей женской музыкальной поп-группы «Morning Musume», которую она покинула 4 года спустя — в 2004 года.
С 21 июня 2007 года Нодзоми замужем за актёром Тайё Сугиурой (род. 1981), с которым она встречалась год до их свадьбы. У супругов есть трое детей, дочь и два сына — Ноа Сугиура (希空, род. 26 ноября 2007), Сэйа Сугиура (青空, род. 27 декабря 2010), Сора Сугиура (昊空, род. 21 марта 2013) и Коа Сугиура (幸空, род. 8 декабря 2018).